# Hoggicosa wolodymyri
Hoggicosa wolodymyri Langlands & Framenau, 2010 è un ragno appartenente alla famiglia Lycosidae.

## Etimologia
Il nome proprio della specie è in onore di Wolodymyr Kowal, nonno del descrittore Framenau, che emigrò in Australia e si innamorò dei paesaggi dell'interno nelle zone di rinvenimento di questi esemplari.

## Caratteristiche
L'olotipo maschile rinvenuto ha lunghezza totale è di 15,5 mm; la lunghezza del cefalotorace è di 8,0 mm e la larghezza è di 6,0 mm.

## Distribuzione
La specie è stata reperita in Australia meridionale, nella Taylorville Station. Altre zone di rinvenimento sono nel Nuovo Galles del Sud, nel Territorio del Nord e nell'Australia occidentale.

## Tassonomia
Al 2017 non sono note sottospecie e dal 2010 non sono stati esaminati nuovi esemplari.